# GUID Partition Table
Pour les articles homonymes, voir GPT.
Dans le domaine du matériel informatique, une table de partitionnement GUID, en anglais GUID Partition Table (GPT), soit Globally Unique Identifier Partition Table, est un standard pour décrire la table de partitionnement d'une mémoire de masse (ex. disque dur). Bien qu'il fasse partie du standard EFI Extensible Firmware Interface (qu'Intel propose en remplacement du PC BIOS), il est aussi utilisé sur certains BIOS à cause des limitations de la table de partitionnement du MBR qui limite la taille des partitions à 2,2 To (2 41 octets). GPT gère les disques durs et partitions jusqu'à 9,4 Zo (9,4 × 1021 octets ou 9,4 trilliards d'octets soit 9,4 × 109 To ou 2 73 octets),.
La prise en charge de GPT parmi les principaux systèmes reste limitée (voir OS et GPT).[Passage à actualiser]

Schémas illustrant la structure de la table de partition GUID. Sur cet exemple, chaque bloc logique (LBA) fait 512 octets, et chaque champ partition fait 128 octets. Les adresses LBA négatives indiquent la position à partir de la fin du volume, −1 étant le dernier bloc adressable.

## Historique
La table de partitionnement du MBR date du début des années 1980. Dès la fin des années 1990, les limitations qu'elle impose sont apparues trop contraignantes pour les matériels les plus modernes. Intel a alors développé un nouveau format de table de partitionnement, format qui fait partie de ce qui devint UEFI. La GPT est un sous-ensemble des spécifications de UEFI.

## Caractéristiques
La table de partitionnement basée sur le MBR est située à l'intérieur de ce MBR, qui, dans le cas d'un système utilisant BIOS, contient aussi le programme de démarrage du système. En mode GPT, les informations concernant la table de partitionnement sont stockées dans un entête GPT, mais pour garantir une compatibilité (avec les logiciels gérant MBR mais non GPT), GPT maintient une entrée MBR (dite protectrice car empêchant les systèmes ne prenant pas en charge d'écrire sur la totalité du disque) suivie de l'entête d'une partition primaire, le véritable début de la table de partitionnement.
Comme les MBR modernes, GPT utilise l'adressage logique des blocs (LBA) et non l'adressage historique CHS (cylinder-head-sector). Les informations du MBR sont à l'adresse 0 (LBA 0), l'entête GPT se trouve à l'adresse 1 (LBA 1), et la table de partitionnement en elle-même suit à partir de l'adresse 2 (LBA 2). Sur les versions 64-bit de Windows, le système d'exploitation réserve 16 384 octets (ou 32 secteurs) pour la GPT, le premier secteur utilisable du disque se trouve donc à l'adresse 34 (LBA 34).
Avertissement d'Apple : « Il ne faut pas présupposer que la taille d'un bloc sera toujours de 512 octets. » Les périphériques de stockage moderne comme les SSD peuvent contenir des LBA de 1 024 octets et certains disques magnéto-optiques (MO) utilisent des secteurs de 2 048 octets (néanmoins les disques MO sont typiquement non-partitionnés). Les fabricants de disques durs envisagent de passer à des secteurs de 4 096 octets. Début 2010 le premier à vendre de tels disques utilise un middleware qui peut donner l'illusion au système d'exploitation d'un disque de secteurs de 512 octets.
Typiquement, les disques démarrant les Macintosh sous processeur Intel sont formatés avec une table de partitionnement GUID plutôt qu'avec l'Apple Partition Map (APM).
GPT offre aussi de la redondance en écrivant l'entête et la table de partitionnement au début et à la fin du disque.

## L'héritage du MBR (LBA 0)
Sur un disque MBR, le MBR se trouve à l'adresse 0 (LBA). Dans les spécifications de GPT, à cette même adresse se trouve une structure qui protège les disques GPT des écritures provenant d'utilitaires disques qui ne (re)connaissent pas les informations de GPT. Cette structure est appelée MBR protecteur (protective MBR). Ce MBR protecteur décrit une seule partition de type 0xEE qui recouvre tout le disque GPT. Si la taille du disque excède 2 To, correspondant à la taille maximum représentable avec une adresse (LBA) 32 bits et des blocs de 512 octets, le MBR protecteur décrit alors une partition de 2 To, ignorant le reste du disque. Les systèmes ou logiciels qui ne connaissent pas GPT voient le disque complètement plein ayant une seule partition d'un type inconnu et refusent de modifier le disque à moins d'effacer cette partition. Cela permet de minimiser les risques d’effacement accidentel. De plus sur les systèmes compatibles avec GPT, la moindre anomalie concernant le MBR protecteur (type non 0xEE ou encore la présence de plusieurs partitions) devrait empêcher la manipulation des informations concernant GPT.
Le MBR protecteur contient aussi le programme de démarrage (bootloader) utilisé par les systèmes BIOS (non-EFI) capables de démarrer sur de tels disques.

## Emplacement de GPT
Pour éviter une confusion dans le vocabulaire, précisons ici que :
- GPT : signifiant Table de Partitionnement GUID, désigne l'ensemble formé de l’entête et du tableau des partitions ;
- entête : désigne l'entête de GPT ;
- tableau des partitions (ou tableau de descripteurs de partition) : désigne la liste des descripteurs de chaque partition ((en) Partition Entry Array).

Comme l'indique le schéma, il y a deux GPT sur le disque dur, l'un primaire, l'autre secondaire (sauvegarde du premier). Le primaire se situe au début du disque alors que le secondaire se situe à la fin du disque, leurs structures entête/descripteurs étant inversées.
Structure globale du disque :
- MBR protecteur (début du disque dur)
- GPT primaire : entête
- GPT primaire : tableau de partitions
- Partitions : début de la partition 1
- Partitions : fin de la partition n
- GPT secondaire : tableau de partitions
- GPT secondaire : entête (fin du disque dur)

## L'entête de GPT (LBA 1 et -1)
L'entête de GPT définit les blocs utilisables sur le disque ainsi que les nombres et la taille des descripteurs de la table de partitionnement. Sur les ordinateurs sous Windows Serveur 64-bit, 128 partitions peuvent être créées. Il y a 128 descripteurs réservés de 128 octets chacun. La spécification de EFI impose que la table de partitionnement fasse au moins 16 384 octets ce qui laisse la place pour 128 descripteurs.
L'entête de GPT contient le GUID du disque (Globally Unique Identifier, identifiant globalement unique). Il enregistre sa taille et son emplacement (toujours LBA 1 pour l'entête primaire) ainsi que la taille et l'emplacement de l'entête de GPT secondaire (le dernier secteur du disque pour l'entête primaire ; ces deux valeurs sont inversées pour l'entête secondaire). Il contient aussi deux checksums CRC32, l'un pour l'entête lui-même, l'autre pour le tableau de partitions. Ils peuvent être vérifiés au démarrage par le firmware, par le programme de démarrage (bootloader) et/ou par le système d'exploitation. Lorsqu'un des checksums CRC32 de l'entête primaire est incorrect, le contenu du GPT secondaire est recopié sur le GPT primaire, normalement sous contrôle de l'utilisateur ou de l'exploitant de la machine, avec enregistrement dans un journal d'évènements. Dans le cas où les deux GPT seraient invalides le disque devient inutilisable. À cause des CRC, les éditeurs hexadécimaux ne doivent pas être utilisés pour modifier le contenu du GPT, une telle modification rendant le CRC32 invalide.
| Offset   | Longueur  | Contenu |
| -------- | --------- | --- |
| 0        | 8 octets  | Signature ("EFI PART", 45 46 49 20 50 41 52 54)                                                                                                  |
| 8        | 4 octets  | Version (Pour la version 1.0, la valeur est 00 00 01 00, 1,0 en virgule fixe 16:16)                                                              |
| 12       | 4 octets  | Taille de l'entête (en octets, habituellement 5C 00 00 00 signifiant 92 octets)                                                                  |
| 16       | 4 octets  | CRC32 de l'entête (de 0 à 92 octets - la taille de l'entête), avec ce champ à zéro pendant le calcul du crc32.                                   |
| 20       | 4 octets  | Réservé, doit être initialisé à zero |
| 24       | 8 octets  | Adresse de cet entête GPT (emplacement de cet entête ; devrait être 1, le deuxième secteur du disque, pour l'entête primaire)                    |
| 32       | 8 octets  | Adresse de l'entête de l'autre GPT (ou backup ; devrait être le dernier secteur du disque pour l'entête primaire, et 1 pour l'entête secondaire) |
| 40       | 8 octets  | Première adresse utilisable pour les partitions                                                                                                  |
| 48       | 8 octets  | Dernière adresse utilisable pour les partitions (à l'adresse suivante se trouve normalement la table de partitionnement secondaire)              |
| 56       | 16 octets | GUID du disque (aussi désigné comme UUID sur les UNIX)                                                                                           |
| 72       | 8 octets  | Adresse du tableau des partitions (normalement 2 pour le GPT primaire)                                                                           |
| 80       | 4 octets  | Nombre de descripteurs de partition |
| 84       | 4 octets  | Taille en octets d'un descripteur de partition (habituellement 128)                                                                              |
| 88       | 4 octets  | CRC32 de la table des partitions |
| 92       | *         | réservé, la fin du bloc devrait être initialisée à zéro (420 octets sur un bloc de 512 octets)                                                   |
| LBA Size | TOTAL     | TOTAL |

## Descripteurs de partitions ou éléments du Tableau des partitions (LBA 2 à 33 et -33 à -2)
GPT reste simple et direct pour décrire les partitions.
Les 16 premiers octets désignent le type GUID de la partition. Par exemple, le GUID pour une partition EFI est {C12A7328-F81F-11D2-BA4B-00A0C93EC93B}. Les 16 octets suivants contiennent un GUID unique de la partition. Viennent ensuite 2×8 octets pour les adresses de début et de fin de la partition. Enfin de la place est allouée pour stocker les noms et attributs des partitions. Comme c'est le but et la nature même des GUID et selon la RFC 4122 qui les décrit, il n'est nul besoin de registre central pour s'assurer de l'unicité des GUID des partitions.
| Offset | Longueur  | Contenu                                                                                              |
| ------ | --------- | --- |
| 0      | 16 octets | Type GUID de la partition                                                                            |
| 16     | 16 octets | GUID unique pour la partition                                                                        |
| 32     | 8 octets  | Première adresse (LBA, little-endian)                                                                |
| 40     | 8 octets  | Dernière adresse (LBA, inclusive, et habituellement impaire)                                         |
| 48     | 8 octets  | Les attributs, les drapeaux ou flags (par exemple, le bit 60 indique une partition en lecture seule) |
| 56     | 72 octets | Le nom de la partition (36 caractères codé en UTF-16LE)                                              |
| 128    | TOTAL     | TOTAL                                                                                                |

Avertissement d'Apple : « Il ne faut pas coder en dur une taille de descripteur de 128 octets » la taille d'un descripteur est en effet fournie dans l'en-tête GPT à l'offset 84. Microsoft TechNet considère que les attributs sont divisés en deux moitiés : les 4 premiers octets représentent des attributs indépendants des partitions, et les 4 octets suivants des attributs dépendants des partitions. Microsoft utilise les bits suivants en général.
| Bit | Contenu                                                                           |
| --- | --------------------------------------------------------------------------------- |
| 0   | partition système (l'outil d'installation doit réserver la partition comme telle) |
| 2   | amorçable par d'anciens BIOS (équivalent de l'indicateur 80h Active pour les MBR) |
| 60  | lecture seule                                                                     |
| 62  | cachée                                                                            |
| 63  | ne pas monter (mount) automatiquement (ni assigner de lettre)                     |

## Compatibilité des OS et GPT
Les MBR hybrides ne sont pas standard et peuvent être interprétés de différentes façons par différents OS. Sauf indication contraire, les OS considèrent en priorité les informations de GPT lorsqu'ils se trouvent en présence d'un MBR hybride.
Le terme Aucune prise en charge sur cette architecture et version. doit être compris comme :
Non pris en charge en tant que disque de données, seules les partitions trouvées dans le MBR protecteur sont accessibles par l'OS.
Gère le partitionnement MBR dans le cas des disques amovibles.
Pas d'accès aux données pour les applications des utilisateurs. Les données brutes contenues dans les partitions GPT sont accessibles via des outils d'administration disque de bas niveau fournis par des tiers. L'accès en lecture ou en écriture au système de fichiers peut être réalisé grâce à des logiciels tiers.

### Les systèmes d'exploitation basés sur Unix
| OS        | Version/ Édition                                                                                    | Plate-forme        | Lire et écrire sur GPT | Boot à partir de GPT | Note |
| --------- | --------------------------------------------------------------------------------------------------- | ------------------ | ---------------------- | -------------------- | --- |
| FreeBSD   | Depuis 7.0                                                                                          | x86, x86-64        | Oui                    | Oui                  | Dans le cas d'une configuration hybride, les identifiants de partition et GPT et MBR peuvent être utilisés conjointement.                                                                                       |
| GNU/Linux | La majorité des distributions GNU/Linux x86, x86-64. Parmi les premières, Fedora 8+ et Ubuntu 8.04+ | x86-64, IA-64, x86 | Oui                    | Oui                  | Certains outils comme les anciennes versions de fdisk ne gèrent pas GPT. Ils sont remplacés par de nouveaux outils comme gdisk, parted ou son interface gparted, grub .96+ patches et grub2 pour gérer GPT.     |
| Mac OS X  | Depuis la 10.4.0 (certaines propriétés depuis la 10.4.6)                                            | x86, x86-64        | Oui                    | Oui                  | Seuls les ordinateurs Mac Intel et Apple silicon peuvent boot à partir de GPT |
| NetBSD    | Depuis 6.0                                                                                          | x86, x86-64        | Oui                    | Oui                  | Certains utilisateurs décrivent leur procédure d'installation avec EFI mais l'annonce officielle du support n'a pas encore été faite. Une installation UEFI semi-manuelle fonctionne pour NetBSD 8.0 (-current) |
| OpenBSD   | Depuis 5.9                                                                                          | x86-64             | Oui                    | Oui                  | |
| Solaris   | Depuis Solaris 10                                                                                   | x86, x86-64, SPARC | Oui                    | Oui                  | |

### Windows 32-bit
Il existe un problème, documenté[réf. souhaitée], concernant les versions précédentes[Lesquelles ?] de Windows 32-bit, qui touche les disques durs de plus de deux téraoctets originellement partitionnés via GPT sous un Windows Server 64-bit[Lequel ?] sur lequel les données écrites au-delà de ses limites se retrouvaient écrites au début du disque dur détruisant ainsi les données utilisateurs, la structure du file system et même les informations du format du disque dur (NdT : the harddisk formatting information). Ceci était dû aux pilotes 32-bit des fabricants, et cela même malgré la bonne réputation de certains[Lesquels ?]. Avec l'arrivée de Windows Vista et des mises à jour des pilotes compatibles avec les anciennes versions de l'OS, ce problème des deux téraoctets a plus ou moins disparu depuis 2006. Ce problème n'est pas vraiment du fait de GPT mais a suivi GPT puisque GPT est la seule manière de gérer plus de deux téraoctets d'espace sur un disque.

Détails du support GPT sur les éditions 32-bit de Microsoft Windows,
| OS                  | Version/ Édition            | Plate-forme | Lire et écrire sur GPT | Boot à partir de GPT | Note                                                                                               |
| ------------------- | --------------------------- | ----------- | ---------------------- | -------------------- | -------------------------------------------------------------------------------------------------- |
| Windows 9x          | 1995-08-24                  | x86         | Non                    | Non                  | |
| Windows XP          | (2001-10-25)                | x86         | Non                    | Non                  | |
| Windows Server 2003 | (2003-04-24)                | x86         | Non                    | Non                  | |
| Windows Server 2003 | Service Pack 1 (2005-03-30) | x86         | Oui                    | Non                  | Disque Données (Data Disk) seulement Le MBR a la priorité dans le cas d'une configuration hybride. |
| Windows Vista       | (2006-07-22)                | x86         | Oui                    | Non                  | Le MBR a la priorité dans le cas d'une configuration hybride.                                      |
| Windows Server 2008 | (2008-02-27)                | x86         | Oui                    | Non                  | Le MBR a la priorité dans le cas d'une configuration hybride.                                      |
| Windows 7           | (2009-10-22)                | x86         | Oui                    | Non                  | Le MBR a la priorité dans le cas d'une configuration hybride.                                      |
| Windows 8           | (2012-08-01)                | x86         | Oui                    | Seulement en UEFI    | Le MBR a la priorité dans le cas d'une configuration hybride.                                      |
| Windows 8.1         | (2013-08-27)                | x86         | Oui                    | Seulement en UEFI    | Le MBR a la priorité dans le cas d'une configuration hybride.                                      |
| Windows 10          | (2015-07-29)                | x86         | Oui                    | Seulement en UEFI    | Le MBR a la priorité dans le cas d'une configuration hybride.                                      |

### Windows 64-bit
La table ci-dessous énumère seulement[précision nécessaire] les versions Windows 64-bit qui prennent en charge GPT. Celles-ci sont les versions 64-bit pour les machines basées sur les processeurs IA-64, ayant donc un firmware EFI et permettant d'amorcer sur un disque avec GPT, ce dernier étant le choix de partitionnement par défaut. Les machines x64, avec processeurs x86-64 également dénommés AMD64, EM64T ou Intel64, dont la prise en charge de GPT était initialement limitée, sont capables d'amorcer à partir d'un firmware UEFI depuis un disque GPT avec l'arrivée de Windows Server 2008 et le service pack 1 de Windows Vista.
Les prétendues versions « Windows XP » listées ci-dessous sont en fait, techniquement, plus proches de la version de Windows Server mentionnée conjointement.

Détails du support GPT sur les éditions 64-bit de Microsoft Windows,
| OS                     | Version/ Édition                                                                      | Plate-forme   | Lire et écrire sur GPT | Boot à partir de GPT                            | Note |
| ---------------------- | ------------------------------------------------------------------------------------- | ------------- | ---------------------- | ----------------------------------------------- | --- |
| Windows XP             | 64-bit (2001-10-25)                                                                   | IA-64         | Oui                    | Oui                                             | Le MBR a la priorité dans le cas d'une configuration hybride. Le mode de partitionnement par défaut est GPT. Gère seulement le partitionnement MBR dans le cas des disques amovibles. |
| Windows XP             | 64-bit, Version 2003 (2003-03-28) (version Workstation de Windows Server 2003 64-bit) | IA-64         | Oui                    | Oui                                             | Le MBR a la priorité dans le cas d'une configuration hybride. Le mode de partitionnement par défaut est GPT. Gère seulement le partitionnement MBR dans le cas des disques amovibles. |
| Windows XP             | Professional x64 (2005-04-25) (version Workstation Windows Server 2003 x64)           | x86-64        | Oui                    | Non                                             | Disque de données seulement. Le MBR a la priorité dans le cas d'une configuration hybride.                                                                                            |
| Windows Server 2003    | 64-bit (2003-04-24)                                                                   | IA-64         | Oui                    | Oui                                             | Le MBR a la priorité dans le cas d'une configuration hybride. Le mode de partitionnement par défaut est GPT.                                                                          |
| Windows Server 2003    | x64, Service Pack 1 (2005-04-25)                                                      | x86-64        | Oui                    | Non                                             | Disque de données seulement. Le MBR a la priorité dans le cas d'une configuration hybride.                                                                                            |
| Windows Vista          | (2006-07-22)                                                                          | x86-64        | Oui                    | Seulement en UEFI (depuis SP1)[réf. nécessaire] | Le MBR a la priorité dans le cas d'une configuration hybride. |
| Windows Server 2008    | (2008-02-27)                                                                          | IA-64         | Oui                    | Oui                                             | Le MBR a la priorité dans le cas d'une configuration hybride. |
| Windows Server 2008    | (2008-02-27)                                                                          | x86-64        | Oui                    | Seulement en UEFI                               | Le MBR a la priorité dans le cas d'une configuration hybride. |
| Windows Server 2008 R2 | (2009-10-22) (version serveur de Windows 7)                                           | x86-64, IA-64 | Oui                    | Oui                                             | Le MBR a la priorité dans le cas d'une configuration hybride. |
| Windows 7              | (2009-10-22)                                                                          | x86-64        | Oui                    | Seulement en UEFI                               | Le MBR a la priorité dans le cas d'une configuration hybride. |
| Windows 8              | (2012-08-01)                                                                          | x86-64        | Oui                    | Seulement en UEFI                               | Le MBR a la priorité dans le cas d'une configuration hybride. |
| Windows Server 2012    | (2012-08-01)                                                                          | x86-64        | Oui                    | Seulement en UEFI                               | Le MBR a la priorité dans le cas d'une configuration hybride. |
| Windows 8.1            | (2013-08-27)                                                                          | x86-64        | Oui                    | Seulement en UEFI                               | Le MBR a la priorité dans le cas d'une configuration hybride. |
| Windows 10             | (2015-07-29)                                                                          | x86-64        | Oui                    | Seulement en UEFI                               | Le MBR a la priorité dans le cas d'une configuration hybride. |
| Windows Server 2016    | (2016-10-12)                                                                          | x86-64        | Oui                    | Seulement en UEFI                               | Le MBR a la priorité dans le cas d'une configuration hybride. |
| Windows Server 2019    | (2018-10-02)                                                                          | x86-64        | Oui                    | Seulement en UEFI                               | Le MBR a la priorité dans le cas d'une configuration hybride. |
| Windows Server 2022    | (2021-08-18)                                                                          | x86-64        | Oui                    | Seulement en UEFI                               | Le MBR a la priorité dans le cas d'une configuration hybride. |
| Windows 11             | (2021-10-05)                                                                          | x86-64, ARM64 | Oui                    | Seulement en UEFI                               | Le MBR a la priorité dans le cas d'une configuration hybride. |

## GUID des types de partition
| Assoc. OS | Type de partition                                       | Identifiant Globalement Unique (GUID) | Code Hexadécimal |
| --------- | ------------------------------------------------------- | ------------------------------------- | ---------------- |
| (None)    | Non utilisé                                             | 00000000-0000-0000-0000-000000000000  |                  |
| (None)    | partition système EFI                                   | C12A7328-F81F-11D2-BA4B-00A0C93EC93B  | ef00             |
| (None)    | schéma de partionnement MBR                             | 024DEE41-33E7-11D3-9D69-0008C781F39F  | ef01             |
| (None)    | BIOS Boot partition                                     | 21686148-6449-6E6F-744E-656564454649  | ef02             |
| Windows   | Partition de données de base Microsoft[1] en:basic data | EBD0A0A2-B9E5-4433-87C0-68B6B72699C7  | 0700             |
| Windows   | Microsoft Reserved Partition (en)                       | E3C9E316-0B5C-4DB8-817D-F92DF00215AE  | 0c01             |
| Windows   | en:Windows Recovery Environment                         | DE94BBA4-06D1-4D40-A16A-BFD50179D6AC  | 2700             |
| Windows   | partition de données en:Logical Disk Manager            | AF9B60A0-1431-4F62-BC68-3311714A69AD  | 4200             |
| Windows   | partition de métadonnées en:Logical Disk Manager        | 5808C8AA-7E8F-42E0-85D2-E1E90434CFB3  | 4201             |
| Windows   | partition en:IBM General Parallel File System (GPFS)    | 37AFFC90-EF7D-4e96-91C3-2D7AE055B174  | 7501             |
| HP-UX     | Data partition                                          | 75894C1E-3AEB-11D3-B7C1-7B03A0000000  | c001             |
| HP-UX     | Service Partition                                       | E2A1E728-32E3-11D6-A682-7B03A0000000  | c002             |
| GNU/Linux | Linux filesystem                                        | 0FC63DAF-8483-4772-8E79-3D69D8477DE4  | 8300             |
| GNU/Linux | Reserved                                                | 8DA63339-0007-60C0-C436-083AC8230908  | 8301             |
| GNU/Linux | Linux /home                                             | 933AC7E1-2EB4-4F13-B844-0E14E2AEF915  | 8302             |
| GNU/Linux | Linux /var                                              | 3B8F8425-20E0-4F3B-907F-1A25A76F98E8  | 8306             |
| GNU/Linux | partition d'échange (swap)                              | 0657FD6D-A4AB-43C4-84E5-0933C84B4F4F  | 8200             |
| GNU/Linux | partition gérée par volumes logiques (LVM)              | E6D6D379-F507-44C2-A23C-238F2A3DF928  | 8e00             |
| GNU/Linux | tranche de volume RAID                                  | A19D880F-05FC-4D3B-A006-743F0F84911E  | fd00             |
| FreeBSD   | Data partition (disklabel)                              | 516E7CB4-6ECF-11D6-8FF8-00022D09712B  | a500             |
| FreeBSD   | Boot partition                                          | 83BD6B9D-7F41-11DC-BE0B-001560B84F0F  | a501             |
| FreeBSD   | Swap partition                                          | 516E7CB5-6ECF-11D6-8FF8-00022D09712B  | a502             |
| FreeBSD   | Unix File System (UFS) partition                        | 516E7CB6-6ECF-11D6-8FF8-00022D09712B  | a503             |
| FreeBSD   | ZFS partition                                           | 516E7CBA-6ECF-11D6-8FF8-00022D09712B  | a504             |
| FreeBSD   | Vinum volume manager partition RAID                     | 516E7CB8-6ECF-11D6-8FF8-00022D09712B  | a505             |
| Mac OS X  | Hierarchical File System (HFS+) partition               | 48465300-0000-11AA-AA11-00306543ECAC  | af00             |
| Mac OS X  | Apple UFS                                               | 55465300-0000-11AA-AA11-00306543ECAC  | a800             |
| Mac OS X  | ZFS[2]                                                  | 6A898CC3-1DD2-11B2-99A6-080020736631  | bf01             |
| Mac OS X  | Apple RAID partition                                    | 52414944-0000-11AA-AA11-00306543ECAC  | af01             |
| Mac OS X  | Apple RAID partition, offline                           | 52414944-5F4F-11AA-AA11-00306543ECAC  | af02             |
| Mac OS X  | Apple Boot partition                                    | 426F6F74-0000-11AA-AA11-00306543ECAC  | ab00             |
| Mac OS X  | Apple Label                                             | 4C616265-6C00-11AA-AA11-00306543ECAC  | af03             |
| Mac OS X  | Apple TV Recovery partition                             | 5265636F-7665-11AA-AA11-00306543ECAC  | af04             |
| Solaris   | Boot partition                                          | 6A82CB45-1DD2-11B2-99A6-080020736631  | be00             |
| Solaris   | Root partition                                          | 6A85CF4D-1DD2-11B2-99A6-080020736631  | bf00             |
| Solaris   | Swap partition                                          | 6A87C46F-1DD2-11B2-99A6-080020736631  | bf02             |
| Solaris   | Backup partition                                        | 6A8B642B-1DD2-11B2-99A6-080020736631  | bf03             |
| Solaris   | /usr partition[2]                                       | 6A898CC3-1DD2-11B2-99A6-080020736631  | bf01             |
| Solaris   | /var partition                                          | 6A8EF2E9-1DD2-11B2-99A6-080020736631  | bf04             |
| Solaris   | /home partition                                         | 6A90BA39-1DD2-11B2-99A6-080020736631  | bf05             |
| Solaris   | Alternate sector                                        | 6A9283A5-1DD2-11B2-99A6-080020736631  | bf06             |
| Solaris   | Reserved partition                                      | 6A945A3B-1DD2-11B2-99A6-080020736631  | bf07             |
| Solaris   | Reserved partition                                      | 6A9630D1-1DD2-11B2-99A6-080020736631  | bf08             |
| Solaris   | Reserved partition                                      | 6A980767-1DD2-11B2-99A6-080020736631  | bf09             |
| Solaris   | Reserved partition                                      | 6A96237F-1DD2-11B2-99A6-080020736631  | bf0a             |
| Solaris   | Reserved partition                                      | 6A8D2AC7-1DD2-11B2-99A6-080020736631  | bf0b             |
| NetBSD[3] | Swap partition                                          | 49F48D32-B10E-11DC-B99B-0019D1879648  | a901             |
| NetBSD[3] | FFS partition                                           | 49F48D5A-B10E-11DC-B99B-0019D1879648  | a902             |
| NetBSD[3] | LFS partition                                           | 49F48D82-B10E-11DC-B99B-0019D1879648  | a903             |
| NetBSD[3] | RAID partition                                          | 49F48DAA-B10E-11DC-B99B-0019D1879648  | a906             |
| NetBSD[3] | concatenated partition                                  | 2DB519C4-B10F-11DC-B99B-0019D1879648  | a904             |
| NetBSD[3] | encrypted partition                                     | 2DB519EC-B10F-11DC-B99B-0019D1879648  | a905             |
| Kot OS    | Reserved Partition                                      | 47A1ACC0-3B40-91B0-2A53-F38D3D321F6D  |                  |

1. a  Linux utilisait le même GUID de type de partition pour la partition de données de base que Windows avant l'introduction d'un GUID de partition de données spécifique à Linux.
2. a b  Le GUID pour /usr sur Solaris est utilisé en tant que GUID générique sur ZFS par Mac OS X.
3. ^  Les définitions sont sur src/sys/sys/disklabel_gpt.h.NetBSD a utilisé les GUID de FreeBSD avant de créer ses propres uniques GUID.